# Histoire du tir à l'arc

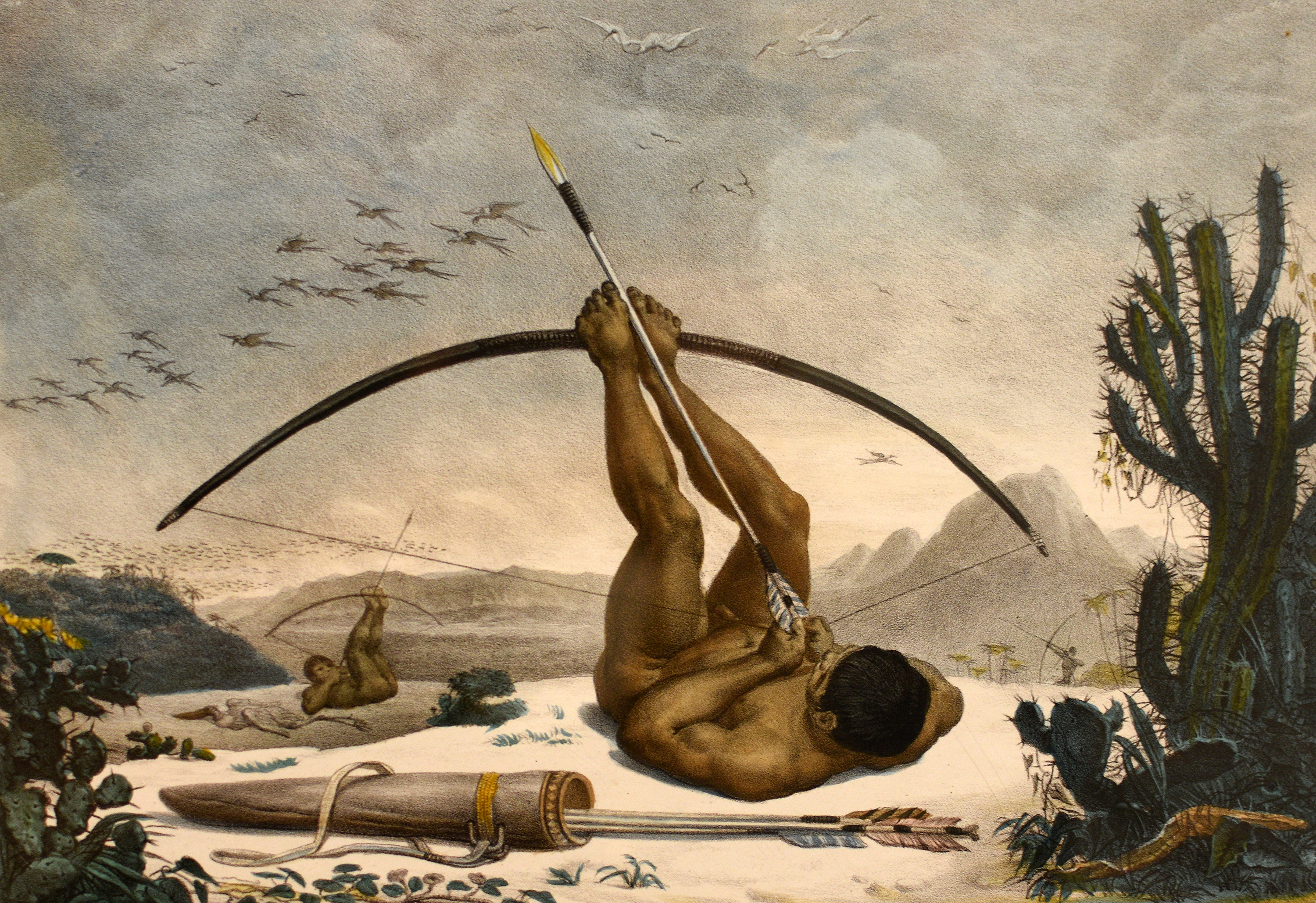
Caboclo, tableau de Jean-Baptiste Debret, 1834. Personnes faisant une démonstration de tir à l'arc devant des étrangers pour provoquer leur admiration.

Il est difficile de déterminer avec précision le début de l'histoire du tir à l'arc dans la mesure où les éléments susceptibles d'apporter des preuves directes étaient réalisés en matériaux périssables (bois, cordes et plumes). Les recherches archéologiques ont permis la découverte de fragments d'arcs et de flèches exceptionnellement conservés dans des tourbières datant de la fin du Paléolithique supérieur. Toutefois il existe de forte présomption de l'usage de l'arc dès les phases anciennes du Paléolithique supérieur.

## Préhistoire

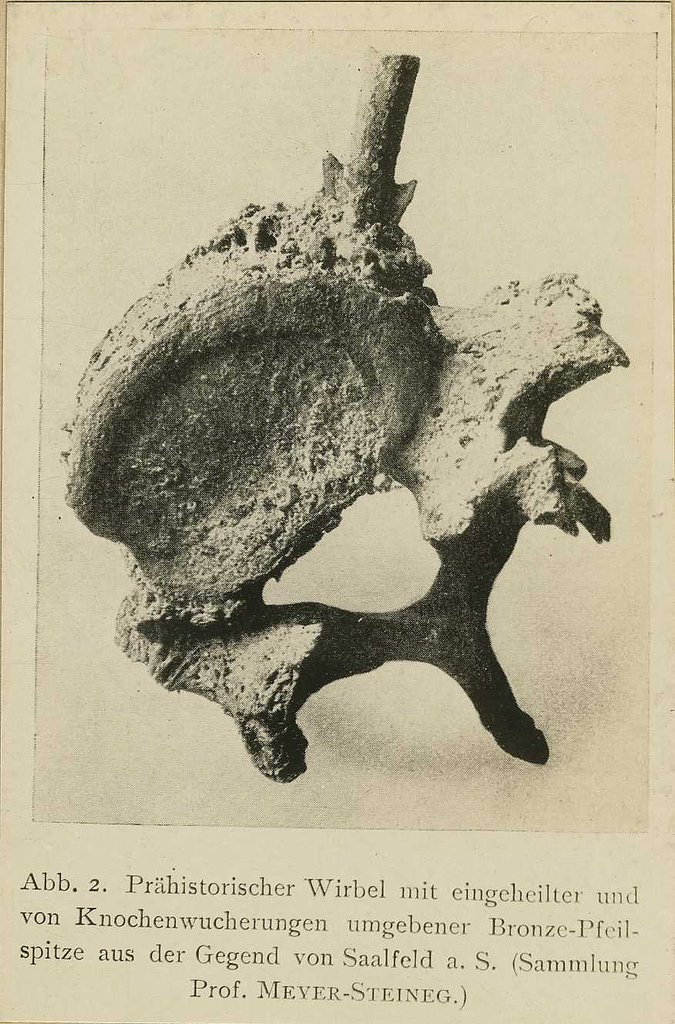
Pointe de flèche en bronze fichée dans une vertèbre humaine en cours de réossification, mise au jour à Saalfeld en Thuringe.

### Preuves directes

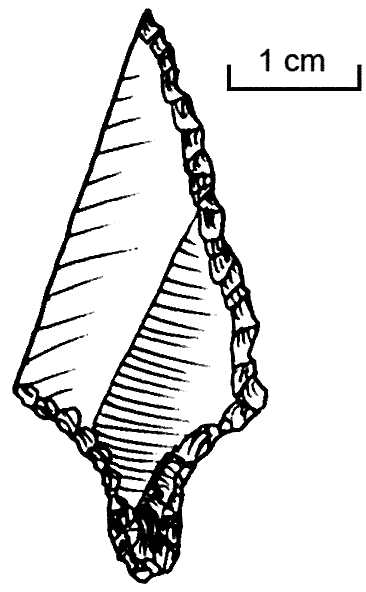
Pointe de flèche ahrensbourgienne.

Le site de Mannheim-Vogelstang (Allemagne) a livré un vestige interprété comme un fragment de petit arc datant de 14 680 ± 70 ans BP (soit un âge calibré de 17 737 ± 165 cal BP) : il s'agit d'un fragment de pin (Pinus sylvestris) découvert hors de tout contexte archéologique et présentant des caractéristiques correspondant à des traces de modification selon les chercheurs l'ayant étudié.
Les plus anciennes preuves directes incontestées de l'utilisation de l'arc ont été mises au jour dans la tourbière de Stellmoor (arrondissement Hamburg-Wandsbek, région de Hambourg, Allemagne). Il s'agit de fragments d'arcs et de flèches  mis au jour dans un campement de chasseurs de rennes ahrensbourgiens (Épipaléolithique), situé au bord d'un ancien lac glaciaire. Le site a été daté par le radiocarbone entre 12 680 à 11 590 ans BP. Le matériel lui-même a malheureusement été détruit pendant la Seconde Guerre mondiale. Les flèches étaient faites de pin et étaient composées d'une hampe principal et d'une longue pré-hampe de 15–20 centimètres (6-8 pouces) avec une pointe en quartz.
Des flèches équipées de pointes datant du Mésolithique ont été trouvées en Angleterre, en Allemagne, au Danemark et en Suède. Elles étaient souvent plutôt longues (jusqu'à 1,20m) et fabriquées en noisetier (Corylus avellana), viorne lantane (Viburnum lantana). Quelques-unes étaient équipées de pointes, d'autres étaient équipées d'une extrémité contondante pour la chasse des oiseaux et du petit gibier. L'autre extrémité montrait des traces d'empennage qui était fixé avec de la colle de bouleau.
Des arcs mésolithiques ont été trouvés dans les années 1940 dans le marais de Holmegård au Danemark (env. 6 000 av. J.-C.). Ils sont réalisés en orme, ont des branches plates et une section médiane en forme de D. La section centrale est bi-convexe. L'arc complet mesure 1,50 m de long. Les arcs du type Holmegård ont été utilisés jusqu'à l'Âge du bronze ; la convexité de la section médiane a décru avec le temps.

### Preuves indirectes
Sur la base de l’analyse des armatures de pierre, la reconnaissance de l’archerie serait maintenant bien documentée en Afrique dans des périodes anciennes pouvant remonter à quelque 70 000 ans. Des pointes de flèches datées de 64 000 ans, ont ainsi été découvertes dans la grotte de Sibudu en Afrique du Sud. Des pointes ont été mises au jour en Tunisie datant de 50 000 ans avant le présent.
Des pointes de flèches, également vieilles de 50 000 ans, ont été découvertes dans la grotte Mandrin (Drôme). « Reproduites expérimentalement les plus petites pointes apparaissent trop étroites pour être fonctionnelles lorsqu’elles arment des extrémités de sagaies, lancées à la main ou à l’aide d’un propulseur, et ne sont efficientes, d’un point de vue cynégétique, que dans le cadre d’une propulsion à l’aide d’un arc. »
En juin 2020, des recherches menées par l'Institut Max Planck, l'Université Griffith en Australie et le Département d'archéologie du gouvernement du Sri Lanka, ont montré que les occupants de la grotte de Fa Hien avaient développé la technologie de l'arc et des flèches vers 48 000 AP.
« Certaines armatures en silex, en bois de cervidé ou en os suggèrent, dès les phases anciennes du Paléolithique supérieur, un emmanchement sur des hampes fines et une vitesse de propulsion élevée qui font penser, non seulement au propulseur, mais aussi à l’arc. ». En effet, la petite taille de certaines pointes de la Gravette (Gravettien) pourrait indiquer que l’arc existe depuis au moins 25 000 ans, mais ces pointes ont aussi pu être lancées par des propulseurs plutôt que des arcs.

Certaines peintures rupestres d'Espagne orientale attestent l'existence de l'arc il y a 10 000 ans. 

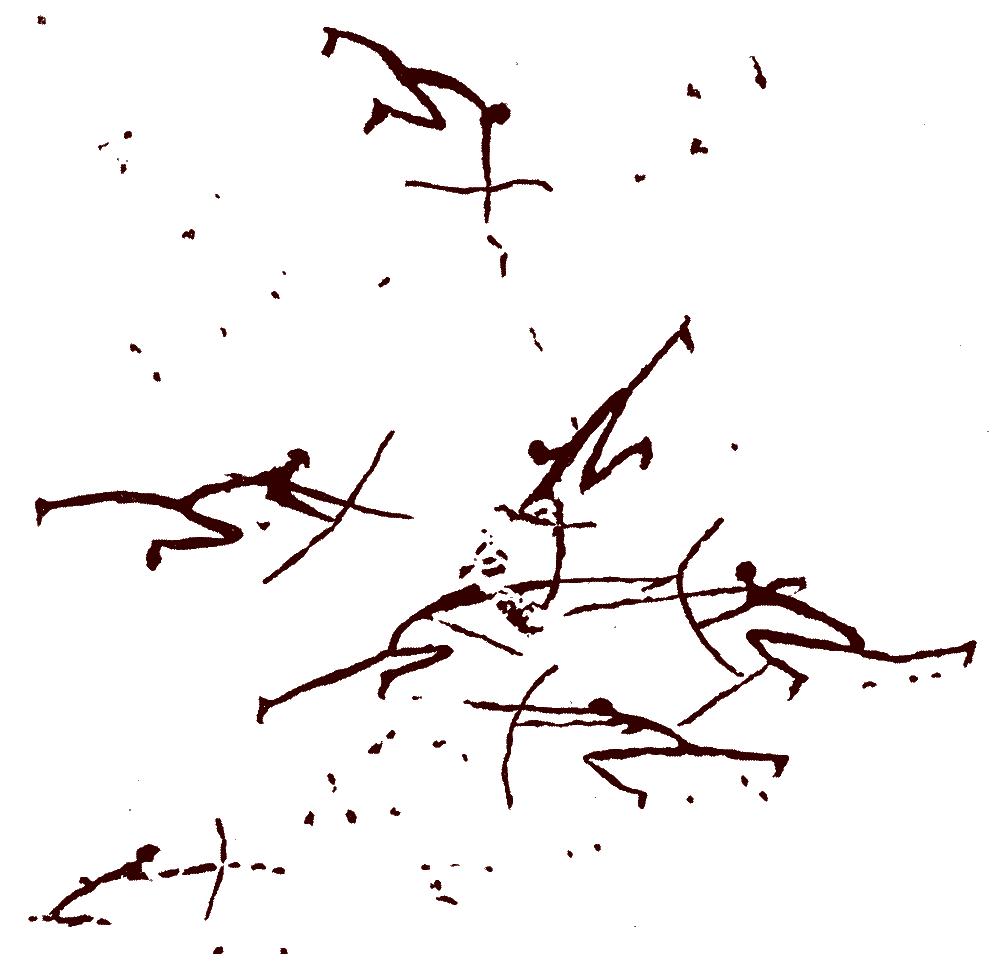
Peinture rupestre d'une bataille entre archer, Morella la Vella, Valence, Espagne.

## Mythologie

### Mythologies grecque et romaine
Apollon est le dieu des archers, ainsi que de la peste et du soleil, considéré métaphoriquement comme tirant des flèches invisibles.
Artémis (Diane), déesse des zones sauvages et de la chasse, et Éros (Cupidon), dieu de l'amour, sont souvent représentés avec un arc
Les premières représentations du héros Héraclès (Hercule) le dépeignent comme un archer, ainsi qu'Ulysse.
Dans l'Iliade, l'arc de l'archer Pandare est de 16 palmes, soit 1,28m : la palme est une mesure équivalant à 8 cm.

### Autres mythes et légendes
Les archers sont des divinités ou des héros dans plusieurs autres mythologies, tel qu'Egil ou Agilaz, un frère du dieu forgeron Völund dans la mythologie nordique, ainsi que dans des légendes tels Guillaume Tell, le héros danois Palnatoki ou Robin des Bois. L'arménien Haïk, Le Babylonien Marduk, Arjuna l'Indien, et Arash le Persan ont tous été archers. Yi, l'archer apparait dans plusieurs mythes primitifs chinois, et le personnage historique Zhou Tong maître archer sous la Dynastie Song apparaît sous nombreuses formes de fiction.
Des personnages légendaires, comme Drona, sont représentés comme des maîtres en archerie. Des personnages mythologiques tels que Eklavya, Karna, Rāma, Lakshmana, Bharat et Shatrughna sont également associés à l'arc.

## Antiquité (avant leVesiècle)
Les civilisations classiques, notamment les Perses, les Parthes, les Indiens, les Coréens, les Chinois et les Japonais comptaient un grand nombre d'archers dans leurs armées. Les flèches étaient très efficaces contre les formations groupées, et l'utilisation d'archers a souvent été décisive.
Le terme sanskrit pour le tir à l'arc, dhanurveda, a fini par se référer aux arts martiaux en général.

### Égypte
Les arcs et les flèches ont été présents dans la culture égyptienne depuis ses origines pré dynastiques. Le tir à l'arc était pratiqué tant pour la chasse que pour la guerre.
Les Neuf arcs symbolisent les ennemis traditionnels de l'Égypte.
Des bas reliefs des tombes de Thèbes décrivent des « leçons de tir à l'arc ». Quelques divinités Égyptiennes sont liées à l'archerie.

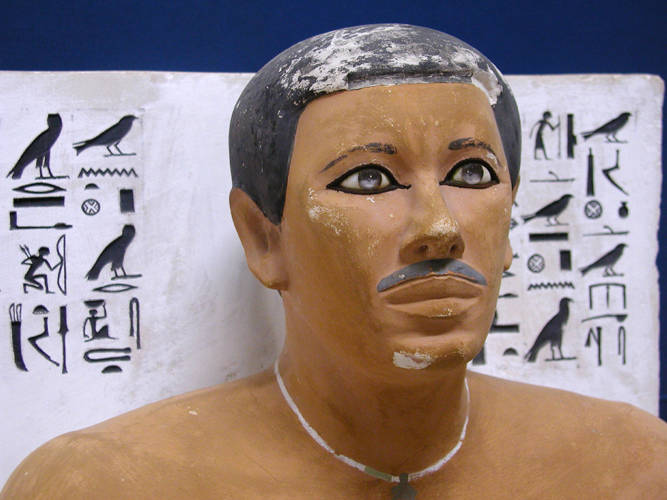
Rahotep, chef de l'armée (archers) et du matériel (le carquois).
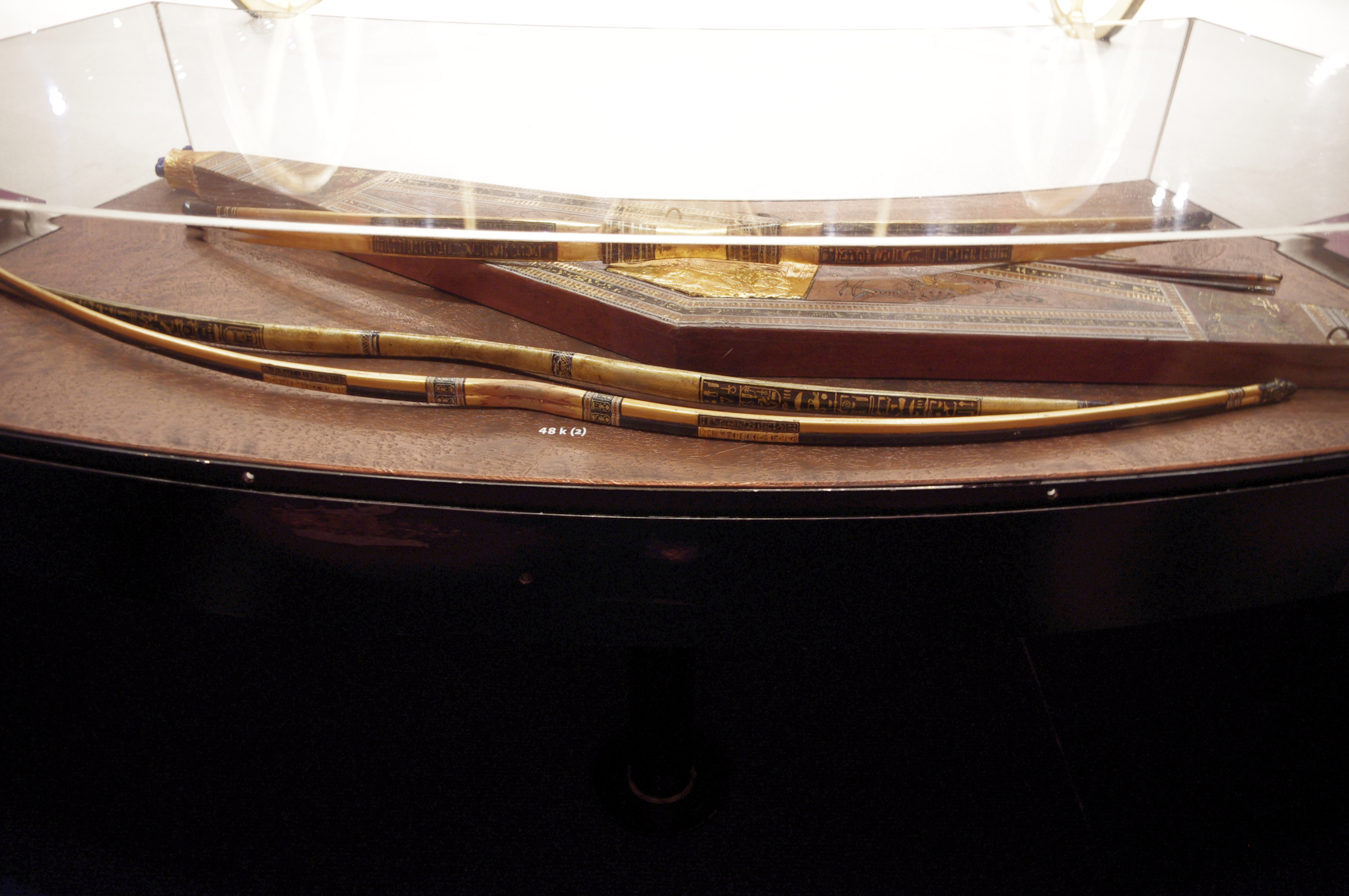
Arcs doubles et étuis d'arc trouvé dans le tombeau de Toutânkhamon.
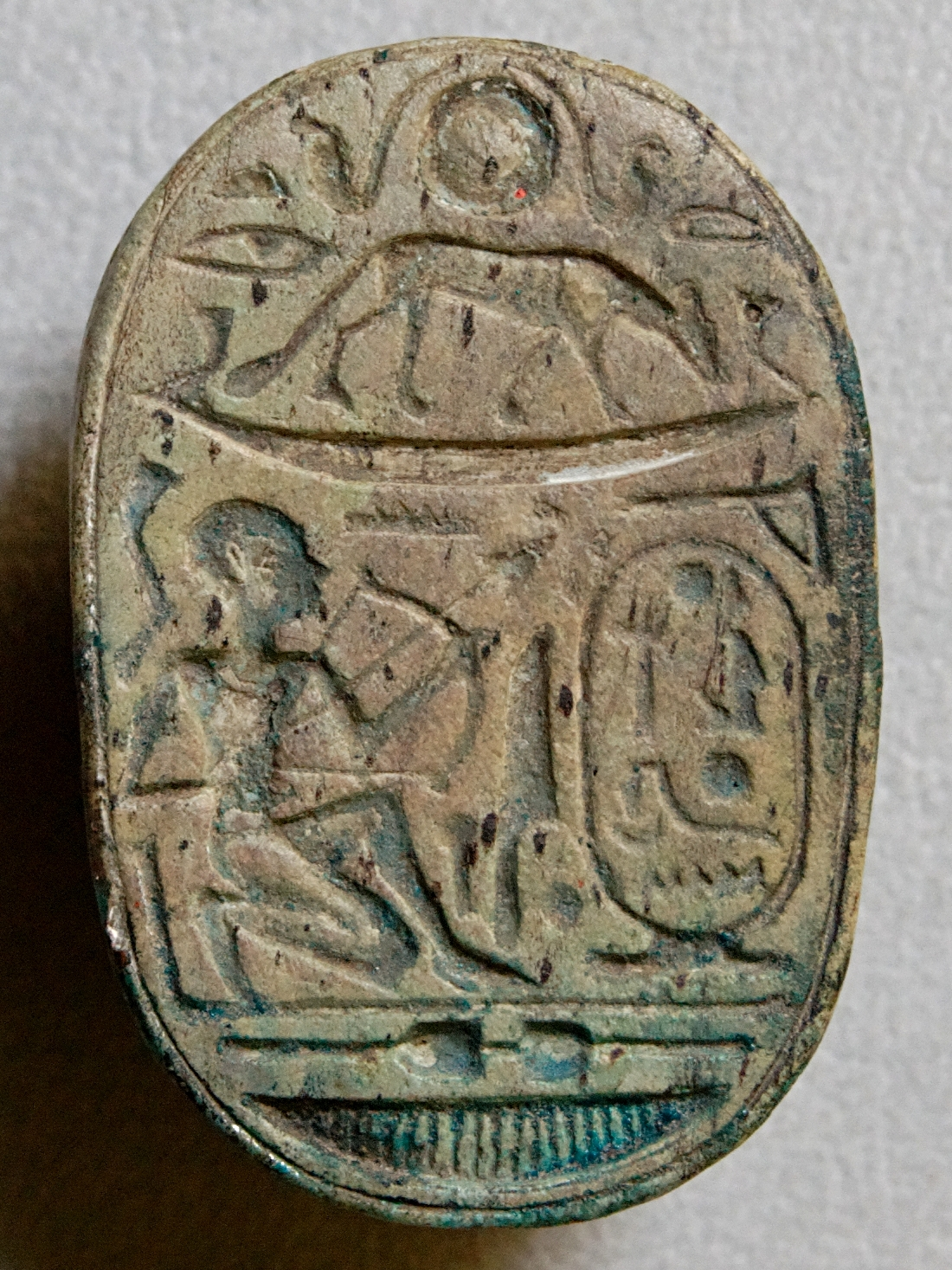
Ramsès II tirant à l'arc.

### Mésopotamie
Les Assyriens et les Babyloniens ont fait une utilisation intensive de l'arc. L'Ancien Testament cite plusieurs fois références au talent d'archers des anciens Hébreux.

### Sous-continent Indien
L'arc était une arme typique des Indiens, depuis la période Védique, jusqu'à l'avènement de l'Islam.
Les Aryens utilisaient l'arc, souvent depuis des chars de guerre. Des hymnes Rigvediques glorifiaient son utilisation. D'anciens récits Indiens détaillent des méthodologies d'entrainements de tir à l'arc, montrant que l'archerie était un art martial majeur.

### Asie du Nord

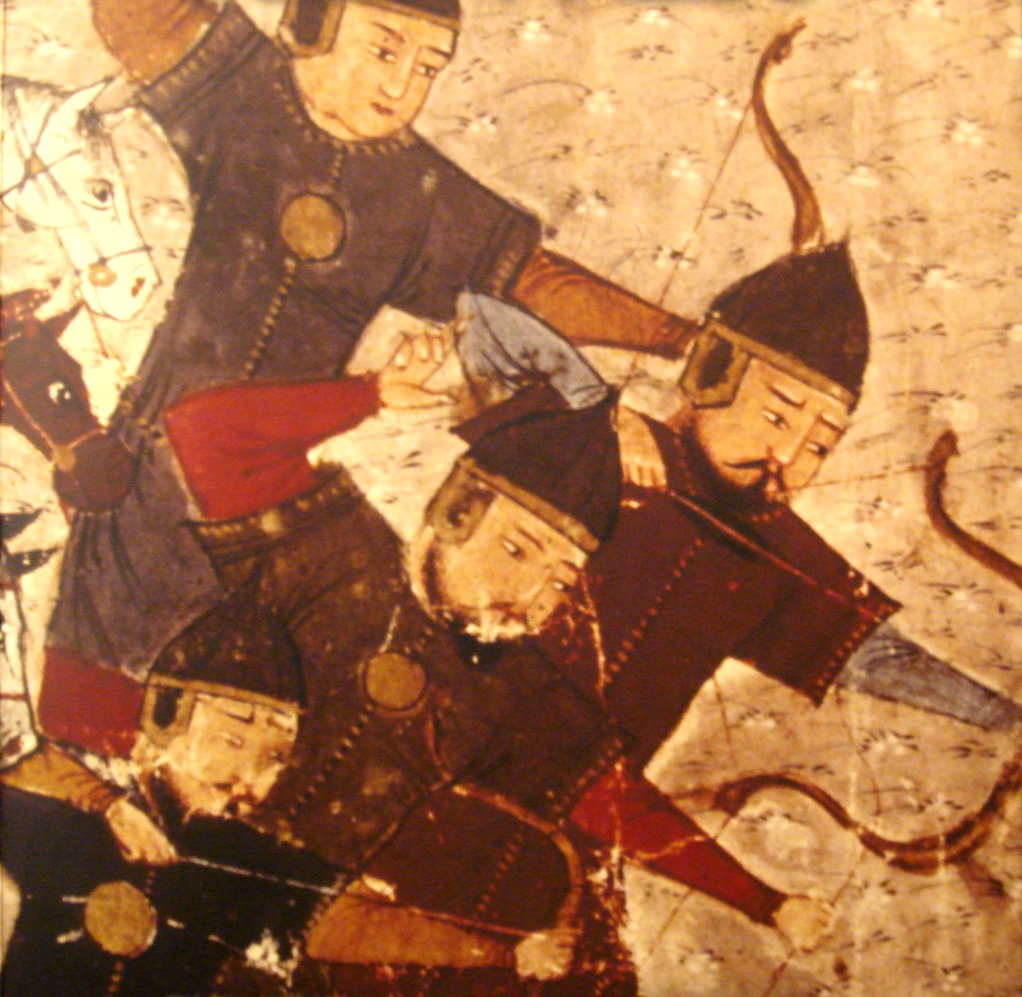
Guerriers mongols.

L'utilisation Chinoise de l'archerie remonte à la dynastie Shang. Les catégories d'officiers dans l'armée Shang incluaient les ya et shi (commandants), ma (officier de char), et she (officier archer). Les Chinois utilisaient les chars de guerre avec des archers. La dynastie Zhou qui succéda à la dynastie Shang vit des tournois d'archerie organisés en présence de la noblesse. L'arc était l'arme noble, au même titre que l'épée en Europe. Tous les cinq ans le gouverneur était sélectionné à l'issue d'un concours entre autres de tir à l'arc en musique. Cette épreuve consistait en une série de tirs à effectuer quand l'archer entendait le son d'un gong dans l'orchestre. Les coups au but ne comptaient que si la flèche atteignait la cible au moment précis où l'on entendait le gong. Celui qui visait juste et au rythme du gong était apte à gouverner. Le sinogramme 中 (zhong) symbolise d'ailleurs une flèche traversant le milieu d'une cible. À la fin de la période Zhou, des ouvrages sur l'archerie ont été consignés sur du bois ou du bambou.
Les Coréens étaient des archers renommés. Les archers montés étaient la principale force d'opposition aux barbares Cimmériens.

### Anatolie et monde grec
Dans l'antiquité, l'arc est parfois à double courbure : formé par deux cornes polies et mises bout à bout, sa corde n'est attachée qu'à une seule des deux extrémités lorsque l'arc ne sert pas. L'arc est posé à terre pendant que l'archer le prépare : l'extrémité de la corde passe par un crochet fait d'or pour tendre la corde. Une fois suffisamment tendu, la courbure de l'arc est inversée.

### Amérique du Nord

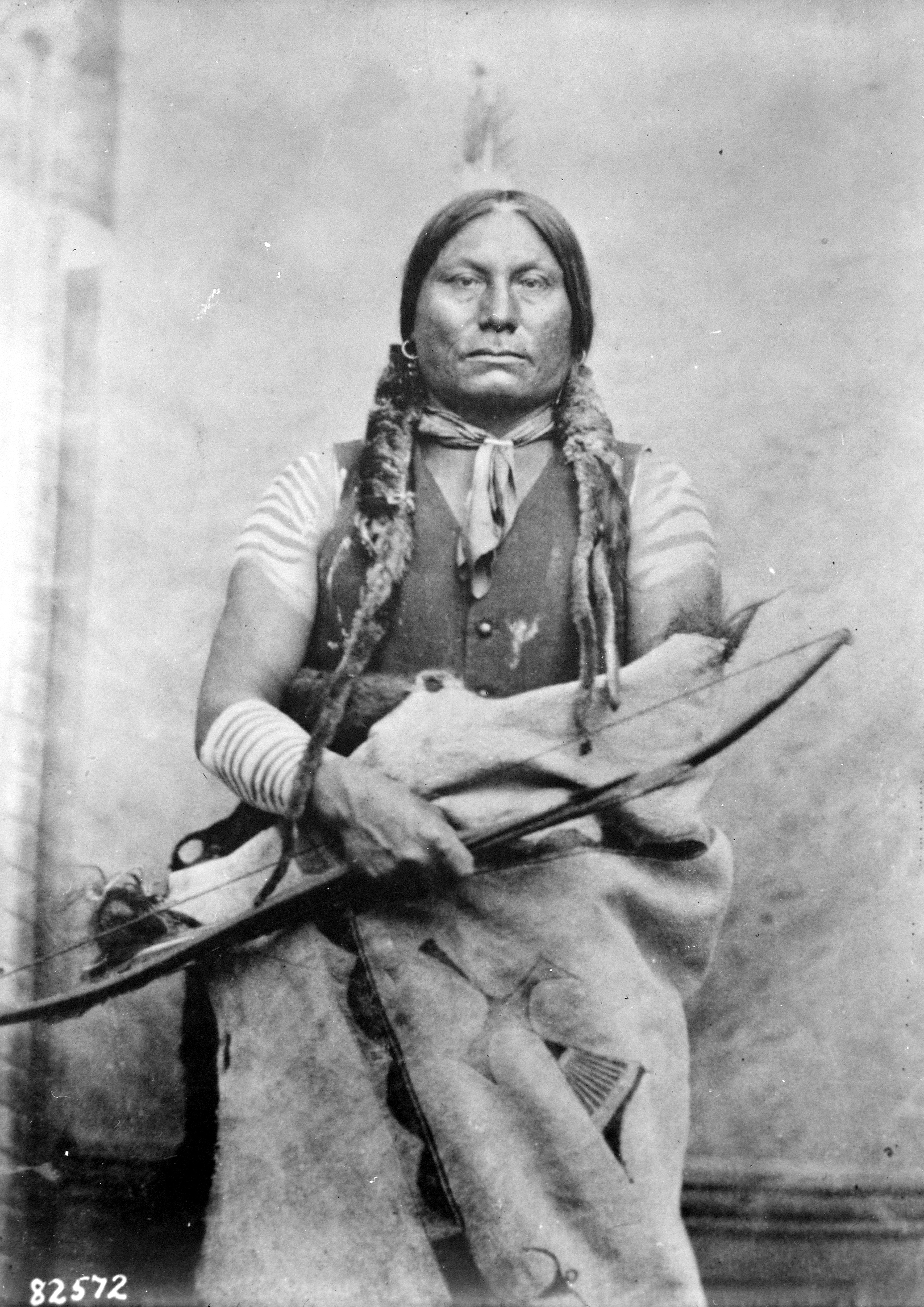
Chef Gall des Hunkpapas en 1881.

L'archerie était profondément répandue parmi les peuples Amérindiens de l'époque pré-colombienne. L'arc et la flèche auraient été introduits au Canada vers 1000 av. J.-C. par les paléoesquimaux. Ces derniers ont vraisemblablement apporté cet ensemble technique depuis l'Asie en passant par l'arctique et le Labrador. Ensuite, il se serait diffusé par le Fleuve St-Laurent vers l'ouest et le sud.
Les hommes des tribus des Grandes Plaines étaient adeptes de la pratique du tir à l'arc à dos de cheval. Toutefois ces animaux ne furent présent sur le continent américain qu'à partir de la colonisation européenne.

### Europe occidentale
Les premiers Romains avaient très peu d'archers, s'ils en avaient. Au fur et à mesure que leur empire croissait, tirant les leçons de quelques défaites, ils ont recruté des archers dans les autres nations. Les armées de Jules César en Gaule incluaient des archers Crétois, et Vercingétorix avait ordonné que "tous les archers, qui sont très nombreux en Gaule, doivent être rassemblés". Au cours du IVe siècle, des archers avec de puissants arcs composites faisaient partie de l'armée régulière Romaine à travers tout l'empire. Après la chute de l'empire occidental, les Romains se sont trouvés sous la pression des archers à cheval des Huns, et les armées Romaines d'orient ont compté énormément sur leur archerie montée
D'après César, les Germains et les Gaulois n'utilisaient pas l'arc à la guerre. Il en était de même pour les Francs lors de l'invasion de la Gaule.
L'arc n'était pas inconnu de ces peuples, car ils l'utilisaient à la chasse, mais dans leurs critères, la valeur d'un homme se mesurait lors d'un combat au corps à corps.

## Moyen Âge (VeauXVesiècle)

### En Europe
Ce n'est qu'un peu avant Clovis (465) que l'arc a été adopté par les Francs à la guerre, bien que son utilisation n'ait pas été généralisée avant la fin du VIIIe siècle, mais contrairement à ce que disent certains mythes populaires, les archers n'étaient pas aussi prédominants à la guerre. Les archers étaient souvent les soldats les moins payés d'une armée, ou étaient recrutés parmi les paysans. Ceci était dû à la nature bon marché de l'arc, comparée aux dépenses effectuées pour équiper un homme d'arme professionnel avec une bonne armure et une bonne épée. Les archers professionnels passaient une vie entière à s'entrainer, et utilisaient des arcs couteux pour être efficaces, et ainsi étaient relativement rares en Europe (voir Arc long anglais). L'arc était rarement utilisé pour décider de l'issue d'une bataille, et était souvent vu comme une arme de classe inférieure ou comme un jouet par la noblesse. Cependant, parmi les Vikings, même les rois tels que Magnus Berføtt utilisaient l'arc, ainsi que les Arabes, y compris lors de leurs nombreux raids sur les côtes Européennes lors des IXe et Xe siècles.
Charlemagne exigeait de ses soldats qu'ils soient équipés, en plus de leurs armes habituelles, « d'un arc avec deux cordes et douze flèches ».
À sa mort en 814, ces ordonnances qui régissent l'équipement tombent en désuétude, mais les invasions des Normands qui excellent au tir à l'arc redonnent vie à cette arme.
Ce sont aussi les Normands qui vulgarisent l'usage de l'arc en Angleterre. Au milieu du XIIIe siècle, c'est l'arme principale du yeoman anglais: celui disposant d'un revenu de 40 schillings doit se présenter à la montre avec arc et flèches, à 80 schillings il doit posséder une épée et une dague, au delà de 100 schillings l'archer est censé avoir un casque, une cotte de mailles ou un gambison. Si l'archer du Moyen Âge central n'est pas le plus riche de l'armée, il n'était pas un miséreux habillé comme un mendiant. Au contraire les archers professionnels avaient un entrainement régulier, pratiqué en Angleterre dès l'enfance.
Une autre arme de jet, l'arbalète est devenue assez populaire pendant le Moyen Âge central: sa capacité à percer les armures effrayait la noblesse, et l'arbalète a été interdite en 1139 par le IIe concile de Latran, son emploi n'étant autorisé que pour combattre les infidèles. On oublie souvent que l'arc faisait aussi partie de l'interdiction du concile. Malgré tout, les princes et rois de la chrétienté n'ont pas cessé de se fournir en contingent d'arbalétriers et d'archers. Il faut y voir une réaction à la confrontation entre deux conceptions du combat: le combat "chevaleresque" où des gens du même milieu se rançonnent sans se tuer d'une part, et la guerre pour tuer d'autre part. Six décennies après le concile de Latran, Richard Cœur de Lion meurt des suites d'une blessure faite par le carreau d'une arbalète. On peut considérer que mis à part l'Angleterre, l'arc est assez minoritaire parmi les soldats médiévaux de l'Europe occidentale.

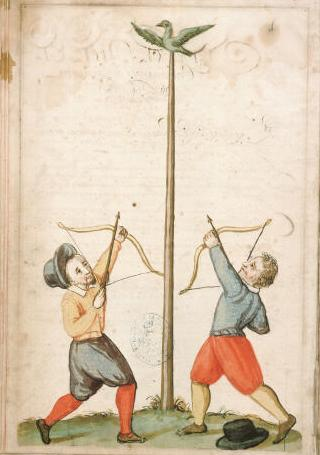
Archers lors du jeu du papegai à Avignon.

Lors de la guerre de Cent Ans, les Anglais ont appris à utiliser l'archerie comme élément de domination tactique avec leurs arcs droits. Des tournois, avec des récompenses pour les vainqueurs, étaient organisés pour encourager les archers. Il y avait ainsi énormément de motivation pour devenir un archer expérimenté, et les rois Anglais pouvaient ainsi recruter des milliers d'archers chaque année.
En 1346, à la bataille de Crécy, et en 1356, à la bataille de Poitiers, les archers anglais défont les armées françaises. Ce ne fut qu'à la fin de la guerre de Cent Ans qu'on songea en France à revenir à la pratique de l'arc. Charles V réorganisa et encouragea les compagnies et s'efforça de renouveler leurs privilèges. Malheureusement, à sa mort en 1380, l'aristocratie persuada Charles VI de limiter la puissance des compagnies en limitant le nombre d'archers dans chaque ville. Les gens de traits français, s'ils ne sont pas complètement absents, sont peu nombreux dans l'armée royale et la bataille d'Azincourt confirme la supériorité tactique des corps d'archers.
Au milieu du XVe siècle, plusieurs réformes militaires sous le règne de Charles VII changent la donne. L'armée est réorganisée en 1439, puis en 1445 avec les Compagnies d'Ordonnance, reléguant au rang de simple réserve le service des nobles. L'unité de base de cette armée permanente est la lance, constituée de six cavaliers dont deux archers (seul l'homme d'armes combat à cheval). En 1448 est créée la milice des franc-archers, sorte d'armée semi-permanente levée par le roi à l'échelle de la province afin d'avoir à sa disposition un grand nombre d'archers et d'arbalétriers bon marché. Ces réformes militaires, mettant en avant l'usage de l'arc parmi les gens de guerre français, permettent à Charles VII d'avoir les moyens de reprendre la Normandie et de conquérir la Guyenne. La guerre de Cent Ans prend fin et peu à peu l'archer laisse place au piquier et à l'arquebusier.
En parallèle à la guerre, se développe en France et dans le reste de l'Europe, le tir à l'arc sous forme de jeu d'adresse. Les villes organisent chaque année, au printemps, les jeux du papegai ou papegault, qui consiste à atteindre une cible, représentée sous la forme d'un oiseau, le papegai, accroché en haut d'un mât ou au sommet d'une tour. Le vainqueur est désigné "Roy du papegay" pendant une année entière. Le jeu se pratique à l'arc, mais aussi à l'arbalète puis à la couleuvrine.

## Monde moderne (XVIeauXVIIIesiècle)

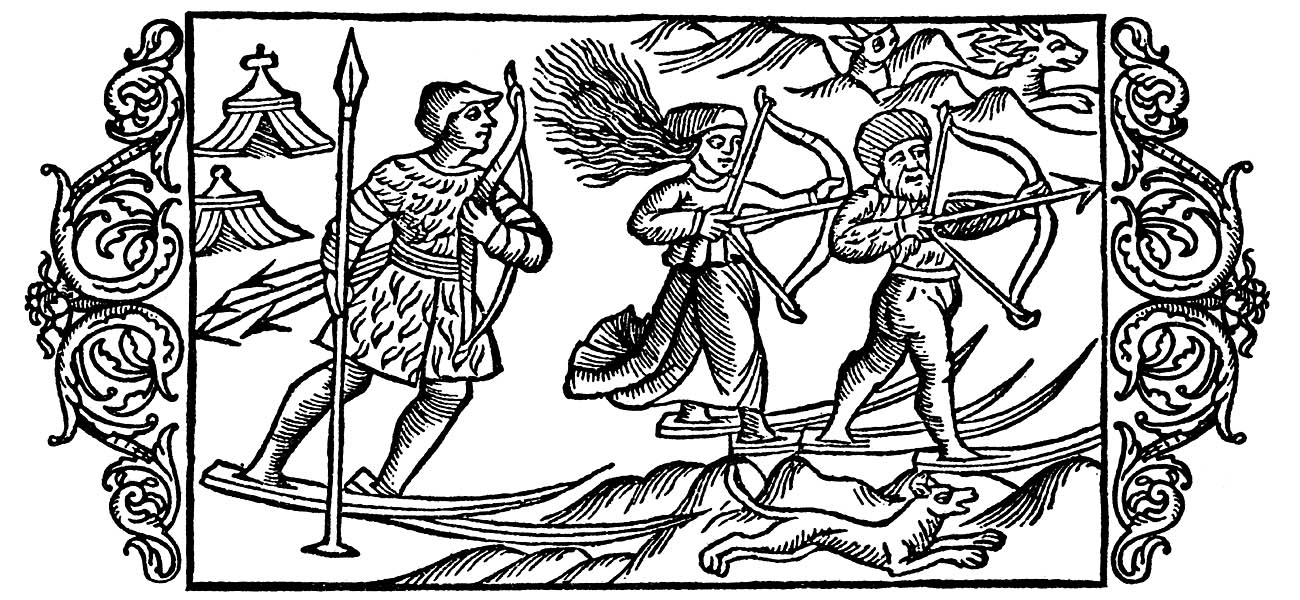
Olaus Magnus, scène de chasse à l'arc, 1555

Vers 1500, l'arrivée de l'arquebuse ne détrône pas tout de suite l'arc, et bien que les francs-archers soient supprimés à la fin du règne de Louis XI, ils sont rétablis sous Charles VIII et subsistent sous Louis XII.
Cependant, les armes à feu s'améliorent, et les francs-archers sont définitivement supprimés sous Francois Ier.
La Révolution française dissout les compagnies d'arc par décret de l'assemblée nationale en 1789. Dès lors, la grande majorité des archers sont incorporés à la garde nationale.
La Chevalerie d'arc reforme des compagnies mais sans statuts militaires.
Dès 1797 la compagnie de Fontainebleau reprend corps. À partir de cette date, le tir à l'arc devient un jeu.
Dans les autres parties de l'Europe occidentale, son emploi à la guerre disparait également de façon définitive. Par contre, certains corps de cavalerie d'origine asiatique continuent à l'utiliser, et lors de la campagne de Russie en 1815, les troupes françaises rencontrent des éclaireurs Tartares équipés d'arcs.

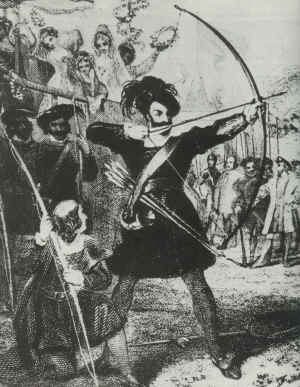
Le roi Henri VIII d'Angleterre pendant une compétition de tir à l'arc vers 1520

Même en Angleterre, malgré les différentes ordonnances royales promulguées pour maintenir son utilisation, l'arc finit par être détrôné par le mousquet.
L'invention des armes à feu finalement rend obsolètes les arcs de guerre. À l'origine, les armes à feu sont très inférieures en cadence de tir, et sont très sensibles à l'humidité. Toutefois, elles ont plus de portée et sont tactiquement supérieures dans les situations de tirs où les soldats sont abrités derrière des protections. Elles nécessitent également moins de formation pour être utilisées correctement, et il n'y a pas besoin de développer une musculature spécifique pour pénétrer une armure d'acier. Les armées équipées d'armes à feu peuvent ainsi fournir une puissance de feu supérieure, et les archers hautement qualifiés deviennent obsolètes sur le champ de bataille.
La dernière référence à l'utilisation de l'arc dans une bataille anglaise semble être lors d'une escarmouche à Bridgnorth, en octobre 1642, pendant la guerre civile anglaise. L'archerie est restée en vogue dans certaines régions sujettes à une limitation sur la possession d'armes, telles que l'Écosse pendant la répression qui a suivi le déclin du Jacobitisme, ainsi que les Cherokees après la Piste des Larmes. Le Shogunat Tokugawa a sévèrement limité l'import et la manufacture d'armes à feu, et a encouragé les talents martiaux traditionnels des samouraïs.

## Monde contemporain (Après leXIXe)
En période de guerre, la mort la plus récente attribuée à l'arc par une troupe régulière a été probablement en 1940, pendant la retraite de Dunkirk, lorsqu'un champion de tir à l'arc Jack Churchill, qui avait apporté son arc au service actif « eu le plaisir de voir sa flèche frapper l'Allemand du centre à la gauche de la poitrine et pénétrer son corps ». L'utilisation de l'arc est rapportée au XXIe siècle dans certains conflits africains.

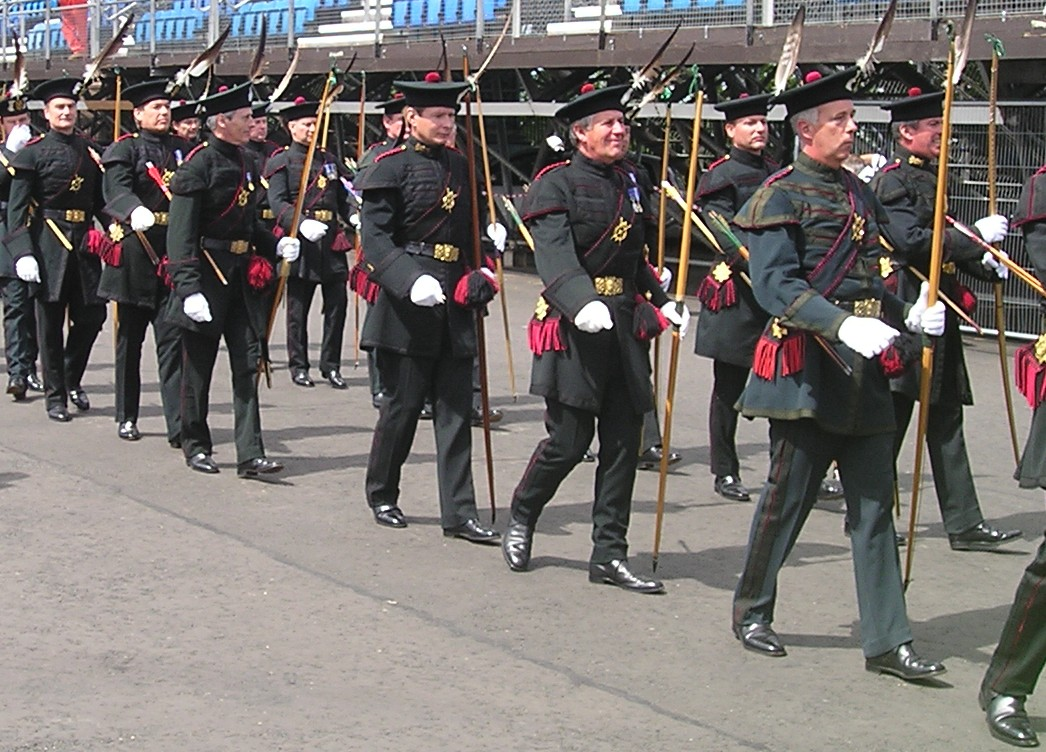
La compagnie royale des archers, une unité de cérémonie de la reine Élisabeth II devant le Château d'Édimbourg en 2006

À partir du XIXe siècle, en dehors de ces quelques exemples, l'archerie traditionnelle est utilisée pour les loisirs et la chasse dans plusieurs régions, bien après son abandon à la guerre. En Turquie, vers 1820, Mahmoud II a encouragé cette utilisation, mais l'art de la construction des arcs composites disparut vers la fin du siècle. Le reste du proche orient a également perdu la tradition du tir à l'arc à la même période. En Corée, la transformation de l'entraînement militaire en loisir a été initiée par l'empereur Kojong, et est devenue la base du sport moderne. Pendant ce temps, les Japonais continueront à fabriquer et utiliser leur traditionnel yumi. Parmi les Cherokees et les Anglais, l'utilisation de l'arc droit n'a jamais totalement disparu.

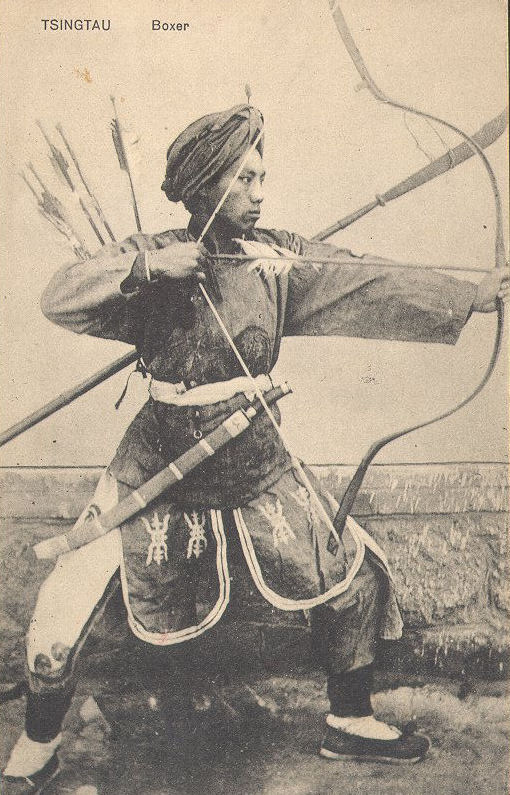
Archer sur une carte postale chinoise, vers 1900

En Chine, l'archerie est restée en vogue jusqu'à la révolution culturelle, où elle a été supprimée. Depuis, les facteurs d'arcs traditionnels travaillent de nouveau. L'archerie montée continue d'être pratiquée dans quelques pays d'Asie, mais n'est pas utilisée en compétitions internationales. De nos jours, en Hongrie, l'archerie montée fait l'objet de compétitions. L'archerie est le sport national du royaume du Bhoutan.

### Le tir à l'arc traditionnel de nos jours
Après la guerre de Sécession, deux vétérans confédérés, William et Maurice Thompson (en), font renaître l'archerie en Amérique.

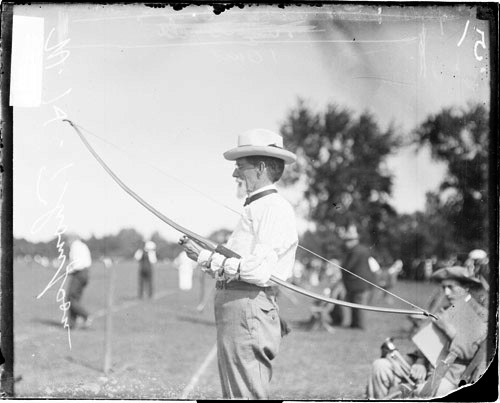
William Thompson en 1907

Les deux frères et Thomas Williams (un ancien esclave) vivaient dans le nature dans le marais d'Okefenokee en Géorgie. En tant que soldats confédérés, ils n'avaient pas le droit de posséder des armes à feu, ils avaient donc besoin de trouver d'autres moyens de chasser pour assurer leur subsistance. Thomas Williams possédait quelques informations sur l'archerie anglaise (avec un arc droit, bien que la manière dont il ait acquis ces connaissances ne soit pas détaillée) et les a montrées à Maurice et Will. Plus tard, Maurice écrivit un livre intitulé "The Witchery of Archery", qui est devenu un best-seller. En 1879, la National Archery Association fut créée. Cependant, l'intérêt du public décrut.
Tout changea lorsque Ishi cessa de se cacher en Californie en 1911 Ishi était le dernier de la tribu des Yahi. Il a vécu les cinq dernières années de sa vie au Musée d'anthropologie de Berkeley, à l'université de Californie. Son médecin, Saxton Pope, enseignait la chirurgie à la faculté de médecine. Le Dr Pope était intéressé par Ishi et sa culture, en particulier l'archerie. Ishi a transmis au Dr Pope sa culture, comment fabriquer les outils tels que les Yahi le faisait, et comment chasser à l'aide d'un arc et de flèches,. Plus tard, le Dr Pope fut rejoint par l'enthousiaste Arthur Young.
Ishi est décédé de tuberculose en 1916. Le Dr Pope et M. Young ne perdirent pas leur intérêt pour l'archerie, et ont cherché à prouver que l'on pouvait utiliser l'archerie pour chasser du gros gibier. Ils ont chassé en Alaska et en Afrique et ont tué plusieurs gros animaux.
De cette manière, comme le Dr Pope et M. Young ont démontré à la société occidentale l'efficacité de l'archerie aussi bien sur le petit que sur le gros gibier, le public a maintenu son intérêt pour l'archerie. La plupart des méthodes enseignées par Ishi au Dr Pope sont toujours utilisées de nos jours par les archers traditionnels.
Le Pope and Young Club, fondé en 1961, est une des organisations majeures qui font la promotion de la chasse à l'arc.
La chasse à l'arc est maintenant redevenue populaire au Canada et en France ou elle est encadrée par des décrets.

### Le tir à l'arc moderne
À partir des années 1920, les ingénieurs ont trouvé un intérêt à l'archerie, auparavant chasse gardée des facteurs d'arcs traditionnels. Ceci a conduit à la commercialisation de nouvelles formes d'arcs, incluant les arcs classiques modernes et les arcs à poulies. Ces arcs sont devenus prédominants dans l'archerie occidentale.

## Organisation du tir à l'arc
Vers 1850, les compagnies se regroupent en familles.
Par la suite, en France, les compagnies prendront le statut d'associations loi de 1901.
Le tir à l'arc a fait partie des Jeux olympiques de 1900, 1904, 1908 et 1920.
En 1931, la première organisation internationale voit le jour à Lwow en Pologne, où la France, la République Tchèque, la Suède, la Hongrie, l’Italie, la Pologne et les États-Unis créent la Fédération internationale de tir à l'arc (FITA), à laquelle adhèrent aujourd’hui 140 pays.
Un des objectifs de la FITA est de faire réintroduire le tir à l'arc aux Jeux olympiques, ce sera chose faite en 1972.
La FITA est représentée en France par la FFTA (Fédération française de tir à l'arc), en Belgique par la Fédération Belge de Tir à l'Arc, au Canada par la Fédération Canadienne des Archers, en Suisse par l’Association Suisse de Tir à l'Arc (ASTA-SBV, désormais SwissArchery).
En 1970, l'IFAA (International Field Archery Association) voit le jour aux États-Unis. Son but est de promouvoir le tir nature (field archery), elle reste proche d’un esprit de chasse. Elle est représentée en France par la FFTL (Fédération Française de Tir Libre), en Suisse par la FAAS (Field Archery Association Switzerland), au Canada par la Fédération canadienne des archers (FCA).